# HD 38283
Budup eller HD 38283 är en ensam stjärna belägen i den norra delen av stjärnbilden Taffelberget. Den har en skenbar magnitud av ca 6,70 och kräver åtminstone en handkikare för att kunna observeras. Baserat på parallax enligt Gaia Data Release 2 på ca 26,2 mas, beräknas den befinna sig på ett avstånd på ca 124 ljusår (ca 38 parsek) från solen. Den rör sig bort från solen med en heliocentrisk radialhastighet på ca 61 km/s.

## Nomenklatur
HD 38283 fick på förslag av  av Australien namnet Budup i NameExoWorlds-kampanjen som 2019 anordnades av International Astronomical Union. Budup är ordet för ”barn” på Boonwurrung-språket.

## Egenskaper
HD 38283 är en gul till vit stjärna i huvudserien av spektralklass F9.5 V. Den har en massa som är ca 1,1 solmassor, en radie som är ca 1,5 solradier och har ca 2,4 gånger solens utstrålning av energi från dess fotosfär vid en effektiv temperatur av ca 6 000 K.
En undersökning 2015 har uteslutit förekomsten av följeslagare på beräknade avstånd över 11 astronomiska enheter.

## Planetssystem
I augusti 2011 upptäcktes en saturnusliknande exoplanet, Yanyan (ursprungligen kallad HD 38283 b), i en jordliknande 363-dygns omloppsbana. Yanyan visade sig dock vara oförmögen att vara värd för beboeliga månar, både på grund av dess betydande excentricitet och på grund av den höga luminositeten hos värdstjärnan jämfört med solen.
| Planet | Massa             | Halv storaxel (AE) | Siderisk omloppstid (d) | Excentricitet | Inklination | Radie |
| ------ | ----------------- | ------------------ | ----------------------- | ------------- | ----------- | ----- |
| b      | ≥0,289 ± 0,034 MJ | ca 1,020 ± 0,002   | >361,0 ± 1,1            | 0,474 ± 0,136 | -           | -     |